# Utrjanje kovin
Utŕjanje kovín je način obdelave kovin za povečanje njihove trdote in trdnosti (pri čemer se pogosto zmanjša njihova gnetljivost oz. preoblikovalnost). 
Navadne kovine so zelo mehke in niso primerne za uporabo kot konstrukcijski material. Utrdimo jih lahko na različne načine. Mehanizme utrjanja razložimo z dislokacijsko teorije. Dislokacije so črtne (linijske) napake v kovinah, ki omogočajo plastično deformacijo kovin. Če otežimo gibanje (drsenje) dislokacij v kristalni mreži, utrdimo kovino!

## Načini utrjanja kovin

### Raztopinsko utrjanje
Zlitinske elemente dodamo v količini, ki je pod mejo njihove topnosti. Vgradijo se v kristalno mrežo osnovne kovine kot substitucijski ali intersticijski atomi in tvorijo trdno raztopino. Raztopljeni atomi povzročajo napetostno polje v osnovni mreži ter otežujejo drsenje dislokacij.

### Deformacijsko utrjanje
Kovine hladno deformiramo. Pri tem povečamo gostoto dislokacij v kristalni mreži, tako da se začnejo medsebojno ovirati. Kovina lahko ponovno zmehčamo z rekristalizacijskim žarjenjem.

### Zrnavostno utrjanje
Kovinski materiali so navadno polikristali. To pomeni, da so sestavljeni iz več kristalov, ki pa jih zaradi tega, ker niso pravilnih oblik, imenujemo kristalna zrna. Kristalna zrna so ločena s kristalnimi mejami. Vsaka meja predstavlja oviro za drsenje dislokacij, zato je material tem bolj trd in trden, čim manjša so kristalna zrna. To velja za temperature, ko je hitrost difuzije majhna, pri povišanih temperaturah pa to ni ugodno, saj je hitrost lezenja tem večja, čim manjša so kristalna zrna.

### Izločevalno utrjanje
To utrjanje je mogoče, če se topnost topljenca v osnovni kovini s temperaturo manjša. V prvi stopnji zlitino segrejemo na primerno visoko temperaturo (med solvus in solidus temperaturo), da se topljenec enakomerno porazdeli v trdni raztopini. Nato hitro hladimo (gasimo), da zadržimo topljenec v trdni raztopini. Gašenju sledi staranje. Če to poteka pri sobni temperaturi, govorimo o naravnem staranju; če pa zlitino segrejemo na višjo temperaturo, pa o umetnem. Pri tem se iz trdne raztopine izločajo izločki. Ti so lahko skladni s kristalno mrežo osnove. Dislokacije jih lahko prerežejo: Kellyjev mehanizem utrjanja. Če niso skladni z osnovo, jih dislokacije obidejo: Orowanov mehanizem utrjanja. V vsakem primeru je za drsenje potrebna večja napetost kot v čistih kovinah, torej sta se povečali trdota in trdnost.

### Disperzijsko utrjanje
V kovini so delci, ki niso skladni z osnovo. Takšen material lahko naredimo na več načinov. Eden izmed njih je po postopkih prašne metalurgije. Primer: aluminijev prah pomešamo s prahom aluminijevega oksida; močno gnetemo, da zdrobimo oksid v drobne delce, ki se enakomerno porazdelijo po aluminiju. Material sintramo in dobimo sintran aluminijev prah. Ta material lahko že prištevamo tudi h kompozitom s kovinsko osnovo.

### Transformacijsko utrjanje
V kovinskim materialih lahko v trdnem stanju potekajo fazne premene ali transformacije. Pri tem se ena trdna snov spremeni v eno ali več različnih trdnih snovi, kar lahko razberemo iz faznih diagramov. Navadno z analizo utrjanja ugotovimo, da transformacijsko utrjanje izhaja iz kombinacije zgoraj opisanih mehanizmov. Najbolj znan primer transformacijskega utjanja, je kaljenje jekel.

### Izdelava kompozitov s kovinsko osnovo
Kompoziti so materiali, ki so sestavljeni vsaj iz dveh osnovnih vrst materialov:
- kovinski materiali
- keramični materiali
- umetne snovi (polimeri).

V teh kompozitih je kovinski material osnova, v katerem je utrjevalna faza. Ta je lahko v obliki delcev, kratkih in dolgih vlaken...